# Белорепан
Белорепан, познат и као орао белорепан или штекавац (лат. Haliaeetus albicilla), врста је птице из породице јастребова и највећи је орао Европе. Перје је браон боје са светлијим деловима са спољашње и унутрашње стране крила. Са зрелошћу птице светлије нијансе добијају на интензитету. Потпуно бео реп је знак пуне зрелости. Дужина од репа до главе је од 70 до 90  док распон крила варира између 1.8 до 2.4 . Распрострањен је од северне Европе (западна Ирска, обала Норвешке) према источној и Јужној, па преко земаља бившег СССР-а на исток до Камчатке и Јапана. До пре једне деценије био је на ивици истребљења али је интензивним мерама заштите број птица у дивљини значајно порастао и данас је његова европска популација стабилна.

## Исхрана
Белорепан се храни најчешће птицама мочварицама (патке, гуске, лабудови, гњурци, галебови, чапље и др.), али и сисарима до величине зеца и лисице, корњачама, змијама и рибама до 8 kg тежине. Понекада су у гнездима белорепана проналажена и прасад, али се претпоставља да их је орао пронашао док су плутала у води, јер уколико је принуђен, белорепан ће јести и лешине, најчешће угинулу рибу, а ако му се пружи прилика и друге животиње које река носи. Сатима може да једри на струји топлог ваздуха. Вршно перје на крилима је раширено, глава и врат су истегнути, а назад је кратки клинасти реп.
Плен хвата и убија палчаном канџом. Храну брзо гута и скупља у вољки, а касније је постепено вари.

## Размножавање
Млади орлићи - чучавци, извале се отворених очију и ушију, покривени заметним паперјем које у првих недељу дана замене правим паперјем. Након 70 дана, око средине месеца јуна, почињу да лете. Примећено је да јачи младунац баца слабијег из гнезда пре полетања, вероватно због недостатка хране јер млади пуно једу и најчешће су тежи од родитеља. Након полетања, младунац се до 28 дана враћа у гнездо да га родитељи хране пре него што се потпуно осамостали. Млади орлић је нешто тамнијег перја, без карактеристичног белог репа. Лута до пете године, када као знак полне зрелости добија бели реп, који му је нешто краћи него претходни смеђи. Тада почиње да тражи женку и гради гнездо. Као и код осталих грабљивица женка је нешто већа од мужјака.
- Haliaeetus albicilla
- Haliaeetus albicilla groenlandicus

## Станиште
Орао белорепан се најчешће гнезди у близини великих водених површина: река, мора, језера, или великих рибњака. Гнездо гради високо у крошњи дрвећа а најпогодније су мирне, старе шуме. Промер гнезда је до 180 cm, а како га годинама надограђује, може бити толико и високо. Литература помиње да гради гнездо и на тлу. Има једно легло. Током фебруара и марта на јајима наизменично седе женка и мужјак (женка дуже).
Уз одговарајућу заштиту низијских поплавних подручја и шума преостало би довољно животног простора и места за његово гнежђење. Тада би се створили услови за насељавање нових парова. Заштита те врсте могла би повећати могућност опстанка и бројним другим биљним и животињским типовима.
Неколико парова се гнезди на Бељарици. Један пар се тако нагнездио на Великом ратном острву, а према неким извештајима један је виђен и на Ади. Близина река белорепану одговара због обиља хране, а густа вегетација на острву даје солидну заштиту од узнемиравања.
У Србији је строго заштићена врста.

## У популарној култури

### Хералдика
Стилизована представа орла белорепана налази се на грбу Пољске, где је приказан као потпуно бели. На државном грбу Србије, такође се налази стилизовани бели орао, и према једнима то је такође белорепан, док други заступају мишљење да је то белоглави суп, птица која се гнезди у кањону реке Увац.